# Тенерифе (футбольний клуб)
Тенерифе (ісп. Club Deportivo Tenerife) — іспанський футбольний клуб з міста Санта-Крус-де-Тенерифе. Клуб виступає в іспанській Сегунді, домашні матчі проводить на стадіоні Еліодоре Родрігес Лопес, що здатний вмістити близько 24 тисяч вболівальників.

## Досягнення
Прімера:
- 5-те місце (2):  1993, 1996

Кубок Іспанії:
- Півфіналіст (1): 1994

Кубок УЄФА:
- Півфіналіст (1): 1996/97

## Виступи в єврокубках
| Сезон   | Змагання   | Раунд | Країна     | Клуб              | Вдома | На виїзді | В сукупності |
| ------- | ---------- | ----- | ---------- | ----------------- | ----- | --------- | ------------ |
| 1993–94 | Кубок УЄФА | 1Р    | Франція    | Осер              | 2–2   | 1–0       | 3–2          |
| 1993–94 | Кубок УЄФА | 2Р    | Греція     | Олімпіакос        | 2–1   | 3–4       | 5–5          |
| 1993–94 | Кубок УЄФА | 3Р    | Італія     | Ювентус           | 2–1   | 0–3       | 2–4          |
| 1996–97 | Кубок УЄФА | 1Р    | Ізраїль    | Маккабі Тель-Авів | 3–2   | 1–1       | 4–3          |
| 1996–97 | Кубок УЄФА | 2Р    | Італія     | Лаціо             | 5–3   | 0–1       | 5–4          |
| 1996–97 | Кубок УЄФА | 3Р    | Нідерланди | Феєнорд           | 0–0   | 4–2       | 4–2          |
| 1996–97 | Кубок УЄФА | 1/4   | Данія      | Брондбю           | 0–1   | 2–0       | 2–1          |
| 1996–97 | Кубок УЄФА | 1/2   | Німеччина  | Шальке 04         | 1–0   | 0–2       | 1–2          |